# World Peace (Bunny Wailer)
World Peace è un album di Bunny Wailer, pubblicato dalla Solomonic Records nel 2006. Il disco fu registrato negli studi: Aquarius, Harry J's, Randy's, Dynamic, Anchor e Ayton Bridge.

## Tracce
1. World Peace – 5:49
2. Cease Fire – 4:36
3. Peace Talks – 4:38
4. Trouble in the World – 3:18
5. Armagedon – 6:45
6. War – 3:53
7. No More Trouble – 3:28
8. Trigger Happy kid – 3:31
9. Warrior – 3:25
10. Trouble on the Road – 3:25
11. Power Strugglers – 3:36
12. Arabs Oil Weapon – 6:51
13. Unity – 4:30
14. Disarmament – 5:20
15. Total Destruction – 2:41

## Musicisti
- Bunny Wailer - voce, percussioni, arrangiamenti
- Peter Tock - melodica
- Dwight Pinkney - chitarra
- Earl Chinna Smith - chitarra
- Eric Lamont - chitarra
- Sowell (Noel Bailey) - chitarra
- Ralph Bonito - chitarra
- L Wallace - chitarra
- Keith Sterling - tastiere
- T Downie - tastiere
- Bobby Kalphat - tastiere
- Harold Butler - tastiere
- S Bowan - tastiere
- Earl Wire Lindo - tastiere
- Wycliffe Steely Johnson - tastiere
- Bobby Ellis - strumenti a fiato
- Herman Marquis - strumenti a fiato
- Dirty Harry - strumenti a fiato
- Vin Gordon - strumenti a fiato
- Tommy McCook - strumenti a fiato
- Johnny Moore - strumenti a fiato
- Dean Fraser - strumenti a fiato
- Ronald Nambo Robinson - strumenti a fiato
- Junior Cheeko Chin - strumenti a fiato
- Aston Barrett - basso
- Robbie Shakespeare - basso
- Errol Flabba Holt - basso
- Daniel Thompson - basso
- Carlton Barrett - batteria
- Leroy Horsemouth Wallace - batteria
- Sly Dunbar - batteria
- Hugh Malcolm - batteria
- Carl Ayton - batteria
- Lincoln Style Scott - batteria
- Harry T. Powell - percussioni
- H Howell - percussioni